# Jeune fille moderne
Pour plus de détails, voir Fiche technique et Distribution.
Jeune fille moderne est un film muet français réalisé par Louis Feuillade et sorti en 1912.

## Fiche technique
- Titre : Jeune fille moderne
- Réalisation : Louis Feuillade
- Scénario : Louis Feuillade
- Société de production : Société des Établissements L. Gaumont
- Société de distribution : Comptoir Ciné-Location (C.C.L)
- Pays de production :  France
- Langue : film muet avec les intertitres en français
- Format : Noir et blanc — 35 mm — 1,33:1 — Muet
- Métrage : 275 m
- Genre :
- Durée : 9 minutes 10
- Date de sortie : 
  - France : 21 juin 1912

## Distribution
- Yvette Andréyor
- André Luguet